# Sueño en otro idioma
Sueño en otro idioma es una película mexicana de 2017, dirigida por Ernesto Contreras y escrita por Carlos Contreras, está protagonizada por Fernando Álvarez Rebeil, José Manuel Poncelis, Eligio Meléndez y Fátima Molina. La película cuenta la historia de Martin, un lingüista que llega a un pueblo para intentar aprender sobre el zikril, un idioma a punto de extinguirse, sin embargo los últimos dos hablantes llevan cincuenta años sin dirigirse la palabra.
La película tuvo su estreno en el Festival de Cine de Sundance en enero de 2017, donde ganó el Audience Award: World Cinema Dramatic, llegó a a las salas mexicanas el 20 de noviembre de 2017.
Recibió elogios de la crítica, además de seis galardones en la edición 60 de los Premios Ariel, incluyendo el de Mejor Película y Mejor Actor.

## Trama
Martín (Fernando Álvarez) un joven lingüista, viaja a un pueblo en Veracruz para entrevistar a los últimos hablantes de una lengua indígena con supuestas connotaciones místicas, el zikril. Los últimos dos hablantes son Don Isauro (José Manuel Poncelis) y Don Evaristo (Eligió Meléndez), quienes llevan cincuenta años sin dirigirse la palabra debido a una pelea entre ambos cuando eran jóvenes. A su llegada al pueblo, los habitantes le hablan sobre "El Encanto", un lugar en medio de la selva donde residen los espíritus de los fallecidos, Martín conoce a Isauro, quien nunca aprendió a hablar español, por lo que en su mayoría se comunica con gestos. Durante su estancia, Martín se enamora de Lluvia, la nieta de Evaristo, quien le explica que su abuelo e Isauro pelearon debido a que ambos estaban enamorados de la misma mujer, María, su abuela fallecida. Tras muchas súplicas y la intervención de Lluvia, Evaristo acepta reunirse con Isauro, la reunión acaba en una pelea física, por lo que ambos hombres se marchan. Martín sospecha sobre el verdadero motivo de separación de los amigos y cuestiona a Lluvia sobre lo que pasó hace cincuenta años, está reacciona con recelo y finalmente accede a contarle la verdad.
Durante los años sesenta unos jóvenes Isauro y Evaristo son mejores amigos que acuden juntos a clases de español, donde Isauro se niega a dejar de hablar zikril. Ambos conocen a una joven María, de quien Evaristo siente atracción de manera inmediata, durante un día en la playa  Isauro observa con celos a María y Evaristo tener relaciones en medio de la selva. Al día siguiente, Isauro le confiesa su amor a Evaristo, ambos comparten un beso y tienen relaciones esa noche, durante la mañana siguiente nadan juntos y pasan el día mientras comparten besos. Debido a la culpa Evaristo acude a misa, donde escucha un sermón sobre el pecado y la homosexualidad. Se encuentra con María, quien le confiesa que sabe sobre su relación con Isauro ya que los vio en la playa, Evaristo le pide perdón y culpa a Isauro, besa a María y la pareja se reconcilia. Un tiempo después mientras María y Evaristo pasan el día en la playa aparece Isauro, los hombres pelean a golpes y Evaristo casi asesina a Isauro, se separan y juran no volver a hablarse. Evaristo se casa con María y tienen una hija juntos, la madre de Lluvia, algunas décadas después María muere.
En el presente Evaristo reflexiona sobre su vida y accede a volver a hablar con Isauro, tras una sesión con Martín los hombres se reconcilian y retoman su amistad, esto termina después de que Isauro pone su mano sobre la pierna de Evaristo, en un ataque de celos Isauro roba las fotos de María de la casa de Lluvia y las quema. En respuesta, Evaristo prende fuego y destruye la casa de Isauro, días después este último cae enfermo y finalmente muere. El alma de Isauro se despide de Martín y se reencuentra en "El Encanto" con los hablantes fallecidos del zikril. Martín le pregunta a Evaristo sobre una frase en zikril que Isauro le dijo antes de partir, tras esto Evaristo llora la muerte de su amigo y se adentra en la selva para hablar con el alma de Isauro, quien le recrimina por su cobardía y dejar que pasara tanto tiempo; le pregunta si lo ama y le afirma a un temeroso Evaristo que en "El Encanto" a nadie le importa que dos hombres se amen, Evaristo admite que lo ama y se reencuentra con él en la muerte.

## Reparto
- Eligio Meléndez como Evaristo
- José Manuel Poncelis como Isauro
- Fernando Álvarez Rebeil como Martín
- Fátima Molina como Lluvia
- Juan Pablo de Santiago como Evaristo (Joven)
- Hoze Meléndez como Isauro (Joven)
- Mónica Miguel como Jacinta
- Norma Angélica como Flaviana
- Nicolasa Ortiz Monasterio como María
- Héctor Jiménez como Santiago

## Temáticas
El zikril, uno de los elementos principales del filme, es una lengua ficticia creada por el lingüista Francisco Javier Félix Valdés. De acuerdo con el director, el tema central de la película gira en torno a "la desaparición de las lenguas originarias, aderezado con temáticas sobre el amor, la discriminación, los prejuicios, y la amistad". Mardonio Carballo, poeta y activista – quien tiene un pequeño rol en la cinta–, agrega que es "una tragedia" la desaparición de lenguas en México, un país que tiene "68 lenguas, 69 si se incluye el castellano".
La decisión de usar una lengua imaginaria fue, de acuerdo al director, para mostrar respeto a las personas hablantes de esas lenguas que en verdad están desapareciendo.
La cinta también aborda temas relacionados con la diversidad sexual y las relaciones entre personas del mismo sexo, a lo que Contreras afirma que "se buscó que la película no tuviera etiqueta, pues en ella se habla sobre cómo se relacionan los seres humanos, y de que más allá del género hay una conexión entre ellos".

## Producción
Ernesto Contreras comenzó la producción de Sueño en otro idioma en 2014, aunque el proyecto se comenzó a gestar desde 2011. Para la realización, recibió apoyo financiero del Instituto Mexicano de Cinematografía (IMCINE), con recursos del Fondo para la Producción Cinematográfica de Calidad (Foprocine) y el Estímulo Fiscal a Proyectos de Inversión en la Producción y Distribución Cinematográfica Nacional (Eficine). La cinta es una coproducción entre México y Países Bajos, con la participación de Mónica Lozano, Luis Albores, Érika Ávila, Eamon O’Farrill, Dijana Olcay-Hot y Raymond Van Der Kaaij.
El guion, escrito por Carlos Contreras, obtuvo el Sundance Institute-Mahindra Global Filmmaking Award en 2011, un premio que consistió en un estímulo de 10 mil dólares para la producción. La historia está basada en la noticia de un hecho similar ocurrido en Tabasco; Carlos (hermano de Ernesto) leyó acerca de que los dos últimos hablantes del zoque ayapaneco estaban peleados y de ahí retomó la idea.
El filme fue realizado en Veracruz, estado natal de Ernesto Contreras, y contó con el apoyo de lingüistas del Instituto Nacional de Antropología e Historia para darle verosimilitud a los diálogos en zikril. El zikril es una lengua inventada expresamente para la película por el lingüista mexicano Francisco Javier Félix Valdez, quien entró en contacto con la producción a través de Carballo. Félix Valdez hizo un estudio estadístico de la frecuencia de aparición de palabras y fonemas en el idioma español para usarlo como punto de referencia y así darle mayor estructura al zikril. La razón por la que el director decidió usar una lengua ficticia es porque ni él ni el guionista querían "usurpar" otra lengua indígena o faltarle el respeto a sus hablantes.

## Recepción
Sueño en otro idioma recibió elogios de la crítica y fue reconocida en diversos festivales internacionales de cine. Obtuvo el reconocimiento Audience Award: World Cinema Dramatic en el Festival de Cine de Sundance de 2017; el premio del jurado a Mejor Película en el Oslo/Fusion International Film Festival; y el premio de la audiencia en el Minneapolis St. Paul International Film Festival, entre otros. También es acreedora del premio Manuel Barba al mejor guion de la Asociación de la Prensa de Huelva, otorgado en paralelo durante el Festival de Cine Iberoamericano de Huelva de 2017.
A nivel nacional, ganó el premio Guerrero de la Prensa a Mejor Película de Ficción en el 32.º Festival Internacional de Cine de Guadalajara en 2017. Para la edición 2018 de los premios Ariel, Sueño en otro idioma encabezó la lista de nominaciones con 16, obteniendo seis victoris: Mejor Película, Mejor Actor, Mejor Música Original, Mejor Guion Original, Mejor Sonido y Mejor Fotografía.
Este filme ocupa el lugar 25 dentro de la lista de las 100 mejores películas mexicanas, según la opinión de 27 críticos y especialistas del cine en México, publicada por el portal Sector Cine en junio de 2020.

## Controversia

### Exhibición
La cinta se estrenó en salas mexicanas en abril de 2018, con 150 copias. Sin embargo, su lanzamiento coincidió con el de Avengers: Infinity War, que acaparó 96 por ciento de las pantallas de cine del país. En su estreno, Sueño en otro idioma ocupó el lugar 13 en las preferencias, con dos millones de pesos recaudados en taquilla y 221,900 boletos vendidos. Contreras afirmó posteriormente que con esta desproporción en la exhibición "se asfixia la capacidad del espectador de elegir, se estrangula la pluralidad fílmica".
De acuerdo con un artículo de Reforma – citando cifras del IMCINE y de la Canacine –, la película recaudó 3.7 millones de pesos en taquilla y fue vista por 72 mil personas.

### Premios Ariel
Aunque Ernesto Contreras declinó contender al premio a Mejor Director en los premios Ariel, debido a que, al momento de la nominación, ocupaba el cargo de presidente de la Academia Mexicana de Artes y Ciencias Cinematográfica, la premiación de Sueño en otro idioma recibió críticas por haber sido la máxima ganadora de la gala, a lo que Contreras respondió: "estoy tranquilo porque sé que obré con la mayor ética posible".